# Ju-On: Origins
Ju-On: Origins (呪怨：呪いの家, Brasil: O Grito: Origens / Portugal: Ju-On: A Maldição - Origens) é uma série de televisão japonesa produzida por Takashige Ichise e Mikihiko Hirata, para o serviço de streaming Netflix, como parte da franquia Ju-On. A estreia da série ocorreu mundialmente em 3 de julho de 2020.

## Elenco e personagens
- Yoshiyoshi Arakawa como Yasuo Odajima
  - Ouka Katou como Yasuo Odajima (aos 5 anos)
- Yuina Kuroshima como Haruka Honjo
- Seiko Iwaido como the Woman in White
- Koki Osamura como Yudai Katsuragi/Katsuji Kobayashi
- Ririka como Kiyomi Kawai/Kumi Shigematsu
- Nana Owada como Yoshie Minakami
- Hitomi Hazuki como Mai Hyodo
- Kaho Tsuchimura como Manami Kuze
- Kana Kurashina como Kimie Ariyasu
- Atsuki Yamada como Toshiki Shigematsu
- Kai Inowaki como Tetsuya Fukazawa
- Takemi Fujii como Yuka Tsujii
- Izumi Matsuoka como Mina Kawai
- Tomomitsu Adachi como Takumi Noguchi
- Nobuko Sendo como Michiko Fukazawa
- Ryota Matsushima como Keiichi Masaki
- Shinsuke Kato como Nobuhiko Haida
- Nana Yanagisawa como Keiko Haida
- Ryushin Tei como Tamotsu Kosaka
- Jui Nogimoto como Kazuha Odajima
- Shiyun Nakamura como Atsushi Sasaki
- Tokio Emoto como M
- Haruka Kubo como Chie Masaki
- Yuya Matsuura como Kokichi Odajima
- Noriaki Kamata como Noriyasu Sako
- Remi Niinai como Natsuki Ito
- Atom Shukugawa como Yusaku Morozumi
- Yura Anno como Tomoko Morozumi
- Yoshiki Urayama como Hiroshi Sunada
- Mihiro como assistente de apresentadora de TV

## Episódios
| N.º | Título      | Dirigido por | Escrito por                         | Exibição original  |
| --- | ----------- | ------------ | ----------------------------------- | ------------------ |
| 1   | "Episode 1" | Sho Miyake   | Hiroshi Takahashi, Takashige Ichise | 3 de julho de 2020 |
| 2   | "Episode 2" | Sho Miyake   | Hiroshi Takahashi, Takashige Ichise | 3 de julho de 2020 |
| 3   | "Episode 3" | Sho Miyake   | Hiroshi Takahashi, Takashige Ichise | 3 de julho de 2020 |
| 4   | "Episode 4" | Sho Miyake   | Hiroshi Takahashi, Takashige Ichise | 3 de julho de 2020 |
| 5   | "Episode 5" | Sho Miyake   | Hiroshi Takahashi, Takashige Ichise | 3 de julho de 2020 |
| 6   | "Episode 6" | Sho Miyake   | Hiroshi Takahashi, Takashige Ichise | 3 de julho de 2020 |

## Recepção crítica
Ju-On: Origins recebeu uma recepção mista por parte da crítica, no agregador de resenhas Rotten Tomatoes, o filme recebeu um "Certified Fresh" e marca uma pontuação de 85% com base em 18 resenhas, e registra uma nota 5,84 de 10. No Metacritic, que atribui uma média aritmética ponderada com base em comentários de críticos mainstream, o filme recebe uma pontuação média de 55 pontos com base em 5 comentários, indicando "análises mistas ou médias".